# St. Vincent (Minnesota)
Pour les articles homonymes, voir Saint-Vincent.
St. Vincent est une localité du comté de Kittson, au Minnesota (États-Unis). D'après le recensement des États-Unis de 2010, elle compte 64 habitants.

## Géographie
Selon le Bureau du recensement des États-Unis, la ville couvre une superficie de 1,15 milles carrés (2,98 km2).